# Pavlovec Pregradski
Pavlovec Pregradski – wieś w Chorwacji, w żupanii krapińsko-zagorskiej, w mieście Pregrada. W 2011 roku liczyła 229 mieszkańców.